# Abaz Kupi
Abaz Kupi (6. srpna 1892, Akçasahir (dnes Krujë), Osmanská říše – 17. ledna 1976, New York, USA) byl albánský meziválečný a poválečný politik a příslušník albánské armády.

## Život
Kupi v meziválečné Albánii blízce spolupracoval s tehdejším králem Ahmetem Zogu. Stal se kapitánem posádky dislokované ve městě Krujë. Později zastával i hodnost majora. Během druhé světové války spolupracoval s komunistickým odbojem, byť sám nikdy mezi komunisty nevstoupil. V době příchodu komunistické strany Albánie k moci byl Abaz Kupi pověřen řízením Národněosvobozenecké rady, a to jako jeden z mála politiků, kteří byli kompromitováni s meziválečným královským režimem. Když však komunisté přitvrdili ve svých pozicích, inicioval vznik nového hnutí, které mělo zajistit návrat krále Zogu do Albánie. Svojí domovinu Kupi nakonec opustil s řadou antikomunisticky smýšlejících politiků na podzim 1944.